# 威田南·斐洛尼
威田南·斐洛尼（義大利語：Fernando Filoni；1946年4月15日—）是天主教会主教級樞機，意大利人。
斐洛尼于意大利曼杜里亚出生，1979年7月3日晋铎，2001年3月19日晋牧。2011年5月10日起担任万民福音部部长。教宗本笃十六世於2012年2月18日將他册封为枢机。
他於2019年12月8日接替榮休的愛文·費德廉·奧布賴恩樞機而轉任耶路撒冷聖墓騎士團總團長，萬民福音部部長一職由類思·安多尼·塔格萊樞機接任。

## 牧徽

威田南·斐洛尼枢机牧徽